# Astor Piazzolla reunion
Astor Piazzolla reunion, A tango excursion is een studioalbum van Gary Burton. Het is het tweede album dat Burton wijdde aan de Argentijnse componist Astor Piazzolla. Het eerste getiteld New tango dateert van 1985. Burton nam het album op in de El Pie geluidsstudio in Buenos Aires in december 1996. Een aantal deelnemende musici speelde ook op New tango mee. 

## Musici
- Gary Burton – vibrafoon met
- Horacio Malvicino – gitaar
- Fernando Suarez-Paz – viool
- Daniel Binelli – bandoneon (tracks 1-3, 9, 11, 12)
- Héctor Console – contrabas
- Nicolas Ledesma – piano (tracks 3, 9 en 11)
- Makoto Ozone – piano (tracks 6, 7, 8 en 10)
- Pablo Ziegler – piano (tracks 1, 2, 4, 5, 8, 12)
- Marcelo Nisinman – bandoneon (tracks 4-8, 10)
- Astor Piazzolla – bandoneon (track 13, opgenomen in 1970)

## Muziek
| Nr. | Titel                         | Duur  |
| --- | ----------------------------- | ----- |
| 1.  | Biyuya (1979)                 | 5:50  |
| 2.  | Allegro tangabile (1968)      | 3:39  |
| 3.  | Romance del Diablo (1965)     | 6:22  |
| 4.  | Caliente (1964)               | 4:26  |
| 5.  | Tanguedia (1986)              | 4:38  |
| 6.  | Triunfal (1952)               | 4:01  |
| 7.  | Soledad (1975)                | 7:47  |
| 8.  | Lunfardo (1964)               | 6:07  |
| 9.  | Revirado (1963)               | 3:19  |
| 10. | La muerte del angel (1962)    | 3:06  |
| 11. | Decarisimo (1960)             | 2:39  |
| 12. | Concierto para quintet (1971) | 11:03 |
| 13. | Mi refugio (1922)             | 4:14  |

Mi refugio is een gemanipuleerde opname. De basis werd gevormd door de muziek die Piazzolla in 1970 had opgenomen, de muziekstem van Burton die in 1996 werd opgenomen werd daarin verwerkt. 